# Велико Крушево
Велико Крушево (алб. Krushevë e Madhe) је насељено место у општини Клина, на Косову и Метохији. Према попису становништва из 2011. у насељу је живело 585 становника.

## Географија
Село се налази на десној обали реке Белог Дрима, 23 km источно од Пећи, 6 km северозападно од Клине. Налази се претежно у равници алувијалне равни реке Бели Дрим, сем Ледина крушевачких, које су у пристранку села. Дели се на више заселака: Доња мала, Горња мала, Лугаџије, Ледине крушевачке и Паљушевића мала, у којој живе Албанци католици. Село нема основну школу, од првог до петог разреда деца уче у Јагоди а од петог до осмог у Злокућанама.

## Историја
Велико Крушево било је средиште хиландарског поседа у Хвосну, који је по њему назван Крушевска метохија. Писаних извора о њему пре 1200/1201. године немамо. Сва села које је Стефан Немањић даровао Хиландару организована су у посебну привредну и управну јединицу са седиштем у Крушеву, где је боравио управитељ манастирског поседа који се у средњовековној Србији називао "старац" или по грчком узору "иконом". Он је био непосредна веза између манастира и његовог поседа у Хвосну, а исто тако и веза између манастира и владара. Вероватно је и заступао манастир у свакодневним пословима, док би приликом избијања спорова то чинио сам хиландарски игуман у пратњи мање или више хиландарских монаха. Пошто "икономи" нису учествовали у тим значајним споровима, врло ретко наилазимо на њихова имена. Поименце нам је познат само Тома иконом крушевски, који је због манастирских послова долазио на двор кнеза Лазара. Нема спомена Крушева у труском попису из 1455. године што нам оставља простор за претпоставке. Питање је шта се заправо догодило са овим насељем у периоду последњих турских освајања. Као највећа вероватноћа стоји да су Турци разорили и раселили становништво овог управног средишта хиландарског поседа у Хвосну, међутим у попису из 1485. године Турци га опет спомињу као Долину Крушево. У време Турака се звало Алипашино Крушево, јер је било беговски посед. Назив села је чисто словенског порекла и постоји на широком подручју где живе словенски народи, у најближем окружењу исти назив носе и насеља Крушево у Општини Гора и Крушево у данашњој БЈР Македонији, као и називи Крушевац као и варијанта Крушевица. Етимолошки овај термин означава мањи камени облутак. У селу постоје остаци цркве Св. Пречисте — Ваведење Пресвете Богородице, коју је по предању подигла сестра Стефана Дечанског. У поду је сачувана мермерна надгробна плоча са натписом рабе Марене, односно, Негославе, мајке Кнеза Војислава и Кесара Војихне из друге половине XIV столећа, чија је унука позната монахиња Јефимија. У натпису стоји: Трећег дана месеца септембра представи се раба (божија) Марена, звана Негослава, мати Војислава и Војихне и овде је њен вечни гроб и спомен.
Становници Великог Крушева и суседног села Беркова су на темељима старе цркве подигли нову 1980/1981. године. На старом гробљу око цркве налази се неколико надгробних крстова међу којима је на једном урезан стилизовани допојасни лик жене са обнаженим грудима. Црква се налази на списку оштећених и порушених споменика на Косову и Метохији (од 1999—2003) коју је издала информативна служба СПЦ октобра 2003. године. Делимично је обновљена у претходном периоду.

## Демографија
Пре прогона Срба 1999. године Велико Крушево је било већинско српско село. Године 1978. у Великом Крушеву било је педесет и пет српских породица, четрдесет и три су пореклом из Црне Горе. Најбројнија породица у селу је била фамилија Живковића са четрнаест кућа, након њих следи фамилија Бичанин са једанаест кућа. Према попису из 2011. године, Велико Крушево има следећи етнички састав становништва:
| Националност | 2011.         |
| Албанци      | 504 (86,155%) |
| Роми         | 33 (5,641%)   |
| Срби         | 25 (4,274%)   |
| Египћани     | 21 (3,59%)    |
| Ашкалије     | 1 (0,17%)     |
| други        | 1 (0,17%)     |
| Укупно       | 585           |

| Демографија | Демографија | Демографија |
| Година      | Становника  | Становника  |
| ----------- | ----------- | ----------- |
| 1948.       | 695         |             |
| 1953.       | 799         |             |
| 1961.       | 958         |             |
| 1971.       | 1.171       |             |
| 1981.       | 1.303       |             |
| 1991.       | 1.470       |             |
| 2011.       | 585         |             |

### Презимена
Занимљив попис породица налазимо у књизи Данила Стијовића, Ономастика дела северне Метохије, који је у периоду од 1ог до 15ог јула 1978. године обилазио села у северној Метохији. У следећим редовима налази се попис породица као и славе које прослављају.
- Андрејић, раније презиме Степановића.
- Бичанин, једанаест кућа. Старином су из Велике у Црној Гори. Извесно време живели су у селу Бичи, одакле су прешли у Велико Крушево још у време Турака. Раније су се презивали Гашанин. Слава Свети Андреја, мала слава Петровдан. За Светог Саву секу колач "да вук не поједе стоку".
- Гашанин, раније презиме Бичанина.
- Гашић, пет кућа. Чувају предање да су старином из Куча. Слава Свети Никола, мала слава Свети Никола.
- Доганџић, једна кућа. Чувају предање да су из Куча и да су најстарија српска кућа у Метохији. Слава Свети Стеван.
- Живковић, четрнаест кућа, најбројнија фамилија у селу. Чувају предање да су са старином са Фундине из Црне Горе. Овамо су дошли из Петњика (Иванград) пре "петсто година". Слава Свети Аранђео, мала слава Свети Аранђео.
- Јовановић, једна кућа. Преселили су се из Међуријечја (Ровца колашинска) 1922. у Ругово, где су боравили до 1926, када је у поплави страдало једанаест чланова ове породице. Слава Свети Лука.
- Кнежевић, једна кућа. Старином су из Љешанске нахије. Славе Светог Стевана.
- Крстић, једна кућа. Старином су из Шекулара. Овамо су дошли пре 100 година. Слава Свети Лука, мала слава Свети Илија.
- Миљановић, две куће. Не чувају предање о пореклу. Слава Свети Никола.
- Петковић, три куће. Не чувају предање о пореклу. Славе Петровдан.
- Плавић, једна кућа. Пореклом су из Плава. Слава Свети Стеван.
- Покрајчевић, две куће. Старином су из Куча. Слава Свети Никола, мала слава Свети Никола.
- Рајичић, две куће. Чувају предање да су најстарији староседеоци Великог Крушева. Слава Свети Стеван, мала слава Свети Стеван.
- Ралевић, три куће. Старином су из Калудре у Црној Гори. Овамо су дошли још у време аустроугарске власти. Слава Свети Ђорђе Алемпије.
- Сталетић, једна кућа. Не чувају предање о пореклу. Слава Свети Ђорђе, мала слава Ђурђевдан.
- Станишић, једна кућа. Старином си из села Виниће код Даниловграда. Од 1915. живе у Метохији. Настањени су у Великом Крушеву 1926. године. Славе Петковдан.
- Степановић, једна кућа. Дошли су из Истока. И данас им тамо живе рођаци Андрејићи. Слава Свети Јован.
- Стојановић, три куће. Верују да су "негде из Србије, тако су причали стари". Слава Свети Никола.